# Badaroux
Badaroux är en kommun i departementet Lozère i regionen Occitanien i södra Frankrike. Kommunen ligger i kantonen Mende-Nord som tillhör arrondissementet Mende. År 2022 hade Badaroux 960 invånare.

## Befolkningsutveckling
Antalet invånare i kommunen Badaroux
| Referens: INSEE |